# Autosacrifice

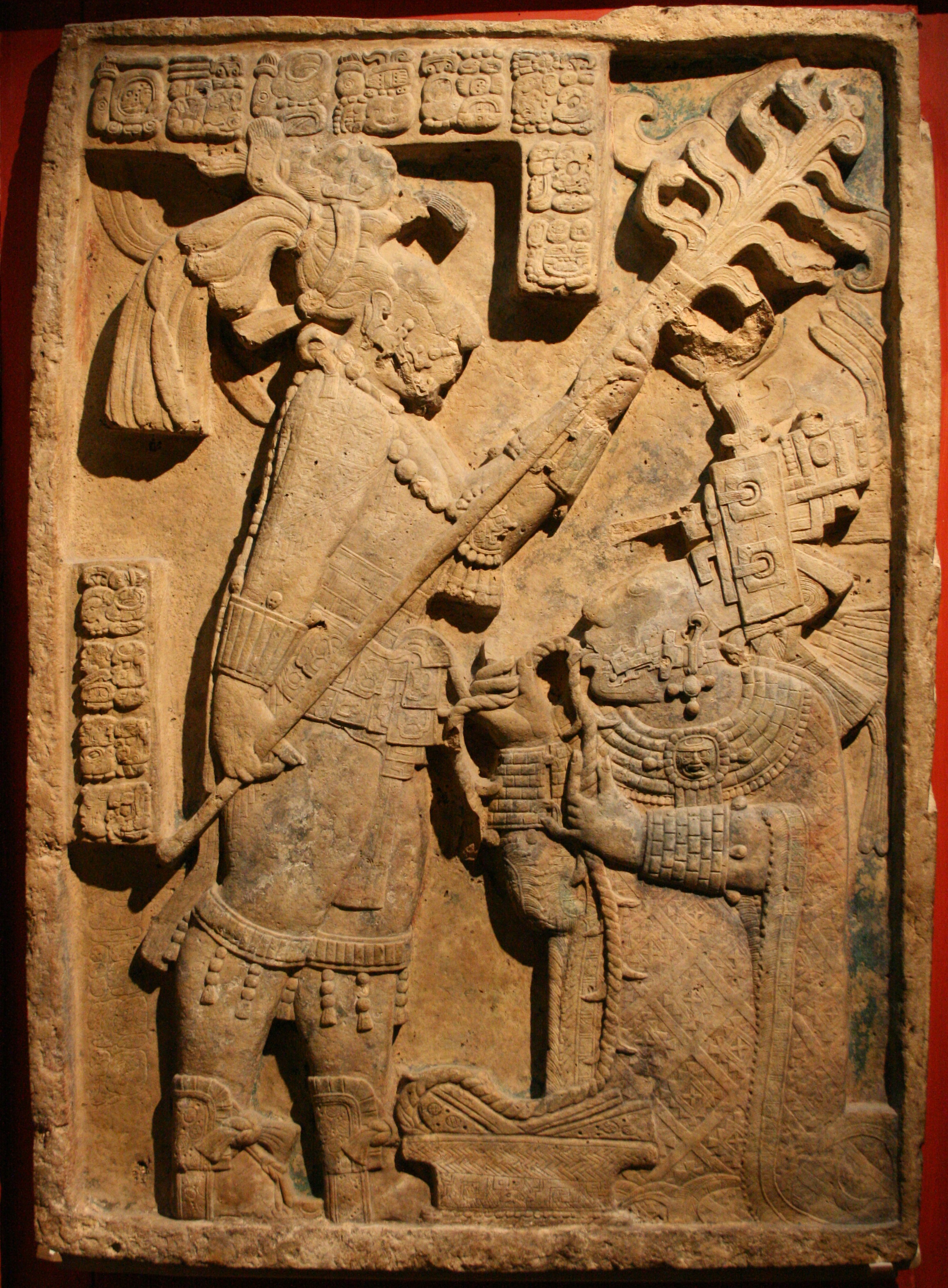
Le linteau 24 de Yaxchilan montre un exemple de pratique rituelle de l'autosacrifice dans la civilisation maya : Dame Xoc y est représentée en train de faire passer à travers sa langue une corde hérissée de lames d'obsidienne afin d'imbiber de son sang du papier dont l'incinération lui servira ensuite à invoquer le Serpent-vision.

L'autosacrifice est un rite consistant à sacrifier une partie de son corps à une divinité, par extraction de sang en particulier. Cette forme de sacrifice humain était très courante en Mésoamérique.